# PLY (format de fichier)

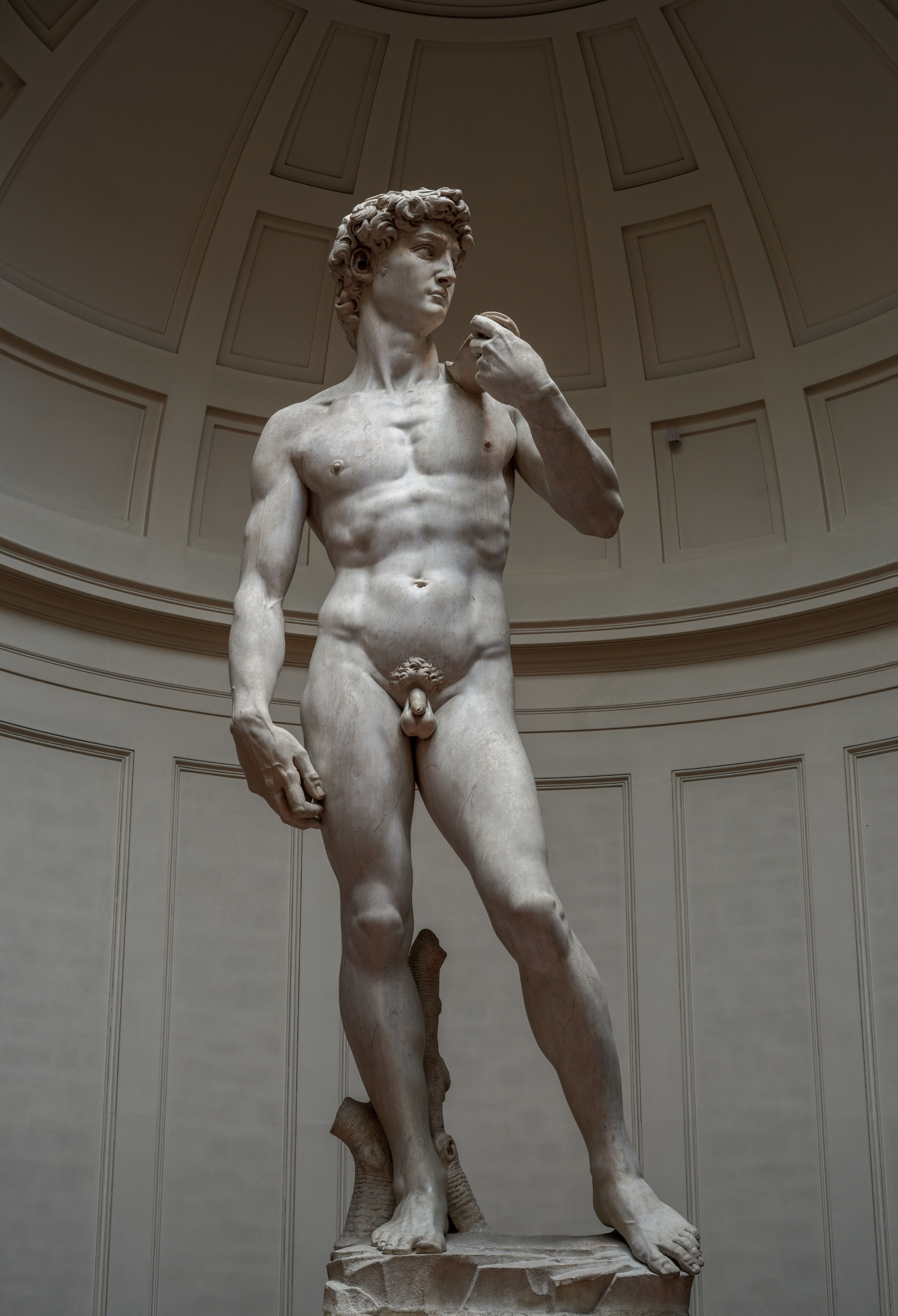
The Le Digital Michelangelo Project à l'Université Stanford utilisa le format PLY pour un scanner 3D de très haute résolution de "David", sculpture de Michelangelo.

PLY est un format de fichier graphique connu sous le nom de Polygon File Format (« format de fichier de polygones ») ou le Stanford Triangle Format.
Le format fut principalement conçu pour stocker des données tri-dimensionnelles provenant de scanners 3D. Il consiste en une description relativement simple d'un objet unique comme une liste de polygones nominalement plats. Une grande variété de propriétés peuvent être stockées, telles que couleur et transparence, normales aux surfaces, coordonnées de texture. Le format permet d'avoir des propriétés différentes pour le devant ou l'arrière d'un polygone
Il existe deux versions de ce format de fichier, un en ASCII, l'autre en binaire.

## Le format de fichier
Au début de chaque fichier ply, il y a un header indiquant le contenu du fichier
```
ply // Type du fichier
format ascii 1.0  // Fichier codé en ASCII
comment VCGLIB generated
.
. // Corps du header
.
end_header  // Fin du header
```

Exemples d'éléments que peut contenir ce header:
```
element vertex 100  // Cette ligne signifie qu'il y a 100 points
property float x  // l'abscisse du point sur l'axe des x
property float y  // l'ordonnée du point sur l'axe des y
property float z  // la cote sur l'axe des z
property float nx  // la normale a x
property float ny
property float nz
property uchar red  // le rouge du code RGB
property uchar green  // le vert
property uchar blue  // le bleu
property uchar alpha // la transparence
element face 1000  // Cette ligne signifie qu'il y a 1000 faces
property list uchar int vertex_indices // liste des nombres de points qui vont se trouver dans chaque facette
property uchar red
property uchar green
property uchar blue
property uchar alpha
```